# Lappträsket (Lycksele socken, Lappland, 713590-165438)
Lappträsket är en sjö i Lycksele kommun i Lappland och ingår i Umeälvens huvudavrinningsområde. Sjön har en area på 0,508 kvadratkilometer och ligger 241 meter över havet. Sjön avvattnas av vattendraget Vittanbäcken (Sörbäcken).

## Delavrinningsområde
Lappträsket ingår i det delavrinningsområde (713527-165505) som SMHI kallar för Utloppet av Lappträsket. Medelhöjden är 278 meter över havet och ytan är 4,65 kvadratkilometer. Räknas de 2 avrinningsområdena uppströms in blir den ackumulerade arean 30,59 kvadratkilometer. Vittanbäcken (Sörbäcken) som avvattnar avrinningsområdet har biflödesordning 3, vilket innebär att vattnet flödar genom totalt 3 vattendrag innan det når havet efter 125 kilometer. Avrinningsområdet består mestadels av skog (80 procent). Avrinningsområdet har 0,56 kvadratkilometer vattenytor vilket ger det en sjöprocent på 12 procent.